# Schnakenbek
Schnakenbek ist eine Gemeinde im Kreis Herzogtum Lauenburg in Schleswig-Holstein.

## Geographie und Verkehr
Die Gemarkung von Schnakenbek erstreckt sich entlang dem nördlichen Ufer des Elbstroms im Bereich der naturräumlichen Haupteinheit Lauenburger Geest (Nr. 696) westlich von der bezeichnenden Stadt. Daneben grenzt sie im Nordwesten an das Stadtgebiet von Geesthacht, im Norden an Krukow und Juliusburg, sowie im Nordosten an Krüzen.
Landschaftlich ist das Gemeindegebiet geprägt durch einen um die 300 m breiten Waldstreifen, der sich im Bereich vom westlich des Dorfes gelegenen Hohen Elbufer auf bis zu 2 km verbreitert.
Durch das Gemeindegebiet führt von West nach Ost die Bundesstraße 5.

## Geschichte

### Anfänge
Die erste überlieferte urkundliche Erwähnung von Schnakenbek erfolgte 1230 im Ratzeburger Zehntregister als Snakenbeke. Der Ortsname geht nach Wolfgang Laur auf einen niederdeutschen Gewässernamen mit der Bedeutung „Schlangenbach“ zurück. Der Ort lag an einer Furt der Alten Salzstraße von Lüneburg nach Lübeck, zu deren Schutz die Ertheneburg errichtet wurde, die Heinrich der Löwe 1181 niederbrennen ließ.

### Zum Ende des Zweiten Weltkrieges
In Folge des Zweiten Weltkrieges stieg um 1945 die Einwohnerzahl der Gemeinde durch zahlreiche Flüchtlinge und ausgebombte Hamburger sprunghaft an. Deutschland verlor 1945 den Krieg und es wurde schrittweise besetzt. In den letzten Kriegstagen rückten die alliierten Truppen immer weiter nach Norden vor. Im Kreis Herzogtum Lauenburg begannen im April die Vorbereitungen hinsichtlich der zu erwartenden Kämpfe. Stellungen, Schützenlöcher, Schützengräben und mit Minen ausgestattete Panzersperren wurden eingerichtet. Zudem wurden verschiedene Brücken für Sprengungen vorbereitet.
Am frühen Morgen des 29. April 1945 setzten die britischen Truppen mit gepanzerten Fähren und Schwimmpanzern von Artlenburg zum gegenüberliegenden Elbufer beim Glüsinger Grund und somit zur Gemeinde Schnakenbek über. Am Glüsinger Grund richteten sie einen Brückenkopf ein. Noch am Vormittag wurde Lauenburg eingenommen. Bis zum Abend wurden Pontonbrücken errichtet und die britischen Truppen stießen weiter nach Krüzen, Lütau und Basedow vor. Am 1. Mai folgten sodann die Besetzung von Geesthacht und Büchen. Schon am 2. Mai konnte Lübeck besetzt werden. Am selben Tag flüchtete die Geschäftsführende Reichsregierung aus dem 80 Kilometer weiter nördlich gelegenen Raum Eutin-Plön vor den herannahenden britischen Truppen weiter nach Flensburg-Mürwik. Nur zwei Tage später erfolgte letztlich die Kapitulation aller deutschen Truppen in Nordwestdeutschland, den Niederlanden und Dänemark.

### Seit der Nachkriegszeit
Die Elbfähre Schnakenbek-Artlenburg stellte 1964 ihren Betrieb ein.
Mit Blick auf die geschichtlichen Ereignisse des Jahres 1945, der Elbquerung sowie ihrer Folgen, bekräftigten 1977, 1997 und 2017 das deutsche Panzerpionierbataillon 130 sowie das britische 28th Amphibious Engineer Regiment, ihre seit den 1970er Jahren vereinbarte Partnerschaft, durch eine Übung, bei der sie temporär eine amphibische Brücke bei Artlenburg über die Elbe nach Schnakenbek einrichteten.

## Politik

### Gemeindevertretung
Bei der Kommunalwahl 2023 errang die Freie Wählergemeinschaft Schnakenbek erneut alle elf Sitze in der Gemeindevertretung. Die Wahlbeteiligung betrug 56,6 Prozent.

### Wappen
Blasonierung: „Geteilt von Gold und Blau. Oben ein wachsender roter Löwe, unten ein goldener Fährkahn mit gewellter Wasserlinie.“

## Sehenswürdigkeiten
In der Liste der Kulturdenkmale in Schnakenbek stehen die in der Denkmalliste des Landes Schleswig-Holstein eingetragenen Kulturdenkmale.
- Kapelle aus dem Jahr 1855
- Ruine der Ertheneburg.

## Vereine
In der Gemeinde gibt es die Spiel- und Sportvereinigung Schnakenbek von 1965, die viele Sport- und Freizeitmöglichkeiten bietet. Unter anderem gibt es Fußball für alle Altersklassen und Geschlechter sowie Tischtennis. Außerdem wird Schnakenbek scherzhaft als „Karnevalshochburg“ bezeichnet. Jedes Jahr findet ein großer Karnevalsumzug durch den Schnakenbeker Carnevalsverein statt. Höhepunkt ist die Proklamation des Prinzenpaares, das in einer Kutsche während des Umzuges durch das Dorf gefahren wird. Weiterhin erwähnenswert sind auch die allbekannten Prunksitzungen.

## Bildung
Ein Halbtagskindergarten zur Betreuung drei- bis sechsjähriger Kinder ist im Ort vorhanden.